# Amer Delić
Amer Delić, né le 30 juin 1982 à Tuzla (Bosnie-Herzégovine), est un joueur bosno-américain de tennis, professionnel de 2003 à 2012.

## Carrière
Il est droitier et entraîné par Ricardo Acuña. Il n'a pour l'instant remporté aucun tournoi sur le circuit ATP, que ce soit en simple ou en double. Il a remporté six tournois Challenger.
Il a été quart de finaliste au tournoi de Las Vegas et de Los Angeles ainsi que huitième de finaliste au Masters 1000 de Miami.
Il a battu Nikolay Davydenko alors no 4 mondial.
À l'Open d'Australie 2009, il atteint les seizièmes de finale après sa victoire en 5 sets sur Paul-Henri Mathieu no 30 mondial, il échoue ensuite face à Novak Djokovic.
Après l'US Open en 2010, Amer décide de représenter sportivement son pays d'origine, la Bosnie-Herzégovine. Il débute le 17 septembre en Coupe Davis, le 4 octobre sur le circuit ITF au Challenger de Sacramento puis en avril 2011 sur le circuit ATP à Houston en qualification et à Washington en juillet.

## Résultats en Grand Chelem

### En simple
| Année | Open d'Australie | Open d'Australie | Roland-Garros | Roland-Garros       | Wimbledon | Wimbledon      | US Open  | US Open         |
| ----- | ---------------- | ---------------- | ------------- | ------------------- | --------- | -------------- | -------- | --------------- |
| 2003  | -                | -                | -             | -                   | -         | -              | 1er tour | Sargis Sargsian |
| 2004  | -                | -                | -             | -                   | -         | -              | 2e tour  | Carlos Moyà     |
| 2005  | -                | -                | -             | -                   | -         | -              | -        | -               |
| 2006  | 2e tour          | Nathan Healey    | -             | -                   | -         | -              | -        | -               |
| 2007  | 2e tour          | Richard Gasquet  | 1er tour      | Juan Carlos Ferrero | 2e tour   | Novak Djokovic | 1er tour | Lleyton Hewitt  |
| 2008  | 2e tour          | Juan Mónaco      | -             | -                   | -         | -              | 1er tour | Robby Ginepri   |
| 2009  | 3e tour          | Novak Djokovic   | -             | -                   | -         | -              | -        | -               |

### En double
| Année | Open d'Australie   | Open d'Australie           | Roland-Garros           | Roland-Garros             | Wimbledon              | Wimbledon                     | US Open                  | US Open                    |
| ----- | ------------------ | -------------------------- | ----------------------- | ------------------------- | ---------------------- | ----------------------------- | ------------------------ | -------------------------- |
| 2004  | -                  | -                          | -                       | -                         | -                      | -                             | 1er tour Jeff Morrison   | Bob Bryan Mike Bryan       |
| 2005  | -                  | -                          | -                       | -                         | -                      | -                             | 3e tour Jeff Morrison    | Jonathan Erlich Andy Ram   |
| 2006  | -                  | -                          | -                       | -                         | 1er tour Jordan Kerr   | Bob Bryan Mike Bryan          | 2e tour Jeff Morrison    | Paul Hanley Kevin Ullyett  |
| 2007  | 2e tour Mardy Fish | Mark Knowles Daniel Nestor | 1er tour Travis Parrott | Michal Mertiňák Petr Pála | 2e tour Bobby Reynolds | Arnaud Clément Michaël Llodra | 3e tour Justin Gimelstob | Mark Knowles Daniel Nestor |

### En double mixte
| Année | Open d'Australie | Open d'Australie | Roland-Garros | Roland-Garros | Wimbledon | Wimbledon | US Open                        | US Open                     |
| ----- | ---------------- | ---------------- | ------------- | ------------- | --------- | --------- | ------------------------------ | --------------------------- |
| 2005  |                  |                  |               |               |           |           | 1er tour (1/16) Shenay Perry   | Lisa Raymond Jonas Björkman |
| 2006  |                  |                  |               |               |           |           | 1er tour (1/16) Shenay Perry   | Nicole Pratt Paul Hanley    |
| 2007  |                  |                  |               |               |           |           | 1er tour (1/16) Corina Morariu | Tatiana Golovin Bob Bryan   |

Sous le résultat, la partenaire ; à droite, l'ultime équipe adverse.